# Bob Franks
Robert Douglas Franks, detto Bob (Hackensack, 21 settembre 1951 – New York, 9 aprile 2010), è stato un politico statunitense, membro della Camera dei Rappresentanti per lo stato del New Jersey dal 1993 al 2001.

## Biografia
Nato e cresciuto nel New Jersey, Franks studiò alla DePauw University e alla Southern Methodist University e successivamente lavorò come editore. Membro del Partito Repubblicano, fu consigliere di alcuni politici.
Nel 1979 vinse un seggio all'interno dell'Assemblea generale del New Jersey e vi rimase per i successivi tredici anni, finché nel 1992 venne eletto deputato alla Camera dei Rappresentanti. Gli elettori lo riconfermarono per altri tre mandati, fin quando nel 2000 decise di candidarsi al Senato venendo sconfitto dal democratico Jon Corzine. L'anno seguente si candidò alla carica di governatore del New Jersey ma perse le primarie repubblicane.
Bob Franks morì a causa di un cancro nel 2010, all'età di cinquantotto anni.